# Pinus nigra laricio
Il pino larìcio (Pinus nigra laricio (Poir.) Maire) è una sottospecie di Pinus nigra diffusa in Corsica, Calabria e Sicilia che si è differenziata in tempi remoti.

## Distribuzione e habitat

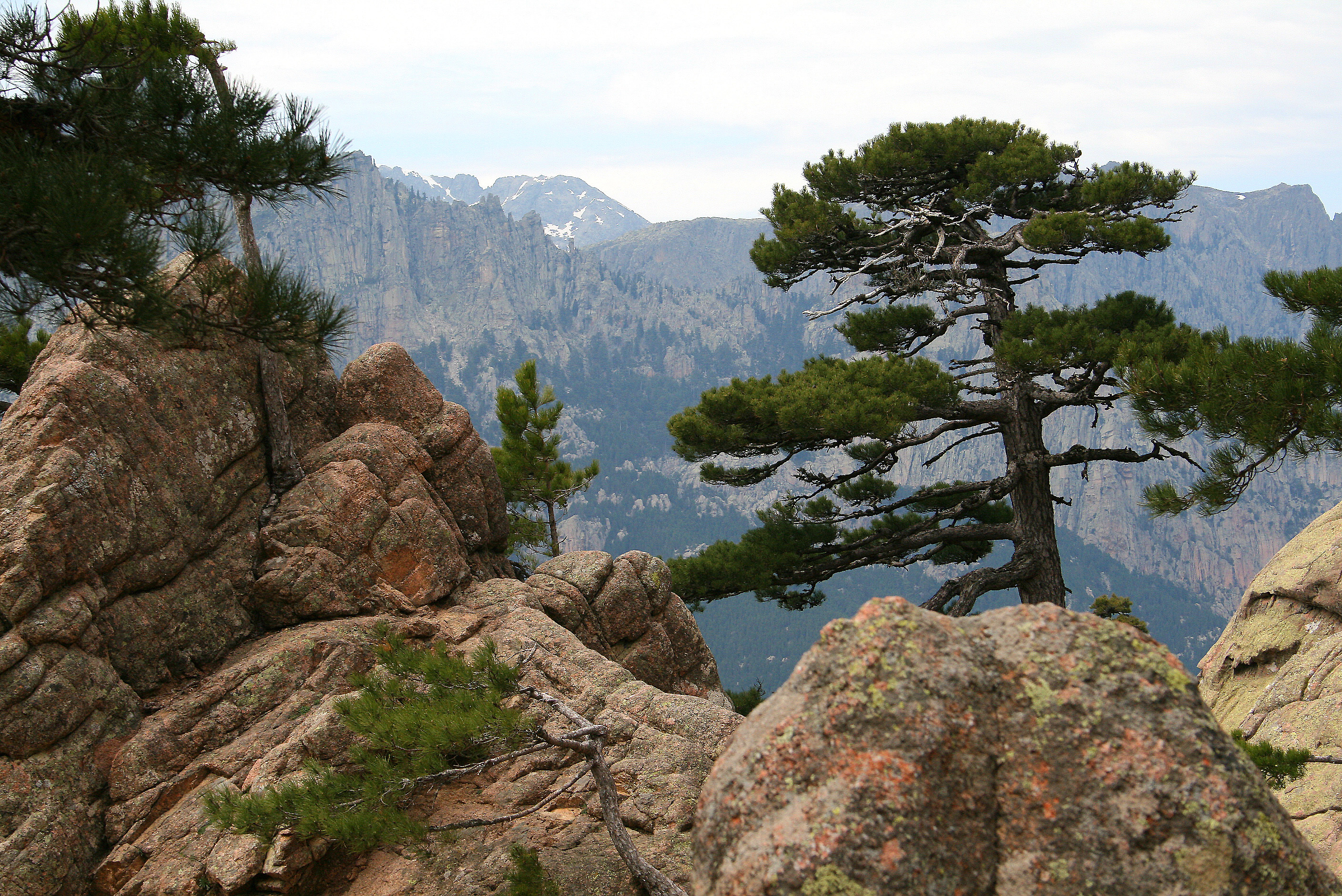
Pino laricio in Corsica

Sebbene questa sottospecie sia diffusa in Corsica, Calabria e Sicilia, la diffusione maggiore la si trova sull'altopiano silano in Calabria (Pinus nigra ssp. laricio var. calabrica), dove si trovano estese foreste di pinete ricordate da Plinio, Livio e Virgilio, tanto da essere denominato comunemente Pino silano. 

Una piccola formazione di pino laricio è presente in Toscana, presso Buti in provincia di Pisa, all'interno dell'Area naturale protetta di interesse locale Stazione Relitta di Pino Laricio, la cui autoctonia è incerta.
Il pino laricio è una specie che resiste molto bene agli sbalzi di temperatura. Lo si trova dagli 800 metri fino ai 1500. Preferisce suoli acidi.

### In Italia
Questa specie in Calabria è presente sull'altopiano della Sila, in parte delle Serre Vibonesi e in Aspromonte tra i 1100 e i 1700 metri d'altezza. 
Il pino laricio silano, assieme al pino loricato tipico del Pollino, è l'albero simbolo della Calabria, tant'è che la Regione Calabria lo ha inserito tra i 4 simboli del proprio stemma e gonfalone insieme al capitello dorico, alla croce bizantina e alla croce potenziata.

## Morfologia

### Chioma
La chioma ha dapprima forma conica che tende a prendere un aspetto ombrelliforme negli esemplari vetusti.

### Corteccia
Da grigio a grigio-bruno scuro con profonde fessure verticali soprattutto nei grandi esemplari.

### Portamento
Il pino laricio è un albero più alto rispetto al pino nero, l'altezza media è di circa 30 metri e può raggiungere i 40–50 metri. I rami sono rivolti in alto nei giovani esemplari mentre nei grandi alberi sono ascendenti solo i rami terminali.

### Aghi
Gli aghi sono sottili e rigidi, possono essere curvi e sono lunghi da 8 a 16 cm. Hanno bordo seghettato.  

### Fiori
Gli sporofilli, maturano a maggio.
- Macrosporofilli: lunghi 1 cm circa di color rossastro,
- Microsporofilli: giallastri e di lunghezza fino a 7 mm[3].

### Coni
I coni o strobili hanno picciolo brevissimo e sono lunghi fino a 8 cm. Maturano e si aprono 3 anni dopo l'impollinazione. Ogni cono contiene da 30 a 40 semi alati lunghi 5-7 mm.

## Usi
Il pino laricio è stato impiegato essenzialmente per due scopi: la produzione di legname d'opera (specie per costruzioni navali) e l'estrazione della resina, prodotta in grande quantità da questa sottospecie ed utilizzata per isolamenti e per la produzione di torce.